# Antonov
Antonov, či Antonov ASTC (dříve Konstrukční kancelář Antonov)  dříve sovětská a v současnosti ukrajinská letecká konstrukční kancelář, která byla založena v roce 1946 výnosem ÚV KSSS a Rady ministrů SSSR v Novosibirsku v tehdejší RSFSR. Její prvotní název byl OKB-153 („Výzkumně-konstrukční kancelář č. 153“); později několikrát změnila název a teprve v roce 1984, kdy zemřel ruský šéfkonstruktér kanceláře, Oleg Konstantinovič Antonov, byla pojmenována po něm. V roce 1952 byla kancelář přestěhována do ukrajinského Kyjeva z důvodů nových přehrad na Dněpru.[ujasnit] Nicméně, ze strategických důvodů se výrobní závody nacházely v Charkově, Taškentu a původním Novosibirsku. V současné době probíhá výroba letadel Antonov především v Kyjevě a Charkově.
Vznikaly tu buď lehké letouny jako např. An-2 nebo těžké nákladní letouny jako An-12, An-22 a An-124, či největší letoun na světě An-225, v poslední době moderní regionální dopravní letoun An-148. Ačkoliv Ukrajině připadla celá konstrukční kancelář po rozpadu SSSR, dokázala do roku 2019 vyrobit pouhé 4 typy modernizovaných letounů bez výraznějších inovací nebo konstrukcí.[zdroj?]

## Letadla Antonov
| Název                    | Popis                                                             | Vznik | První let         |
| Antonov An-2             | Lehké víceúčelové letadlo                                         | 1946  | 31. srpna 1947    |
| Antonov An-3             | Lehké víceúčelové letadlo                                         | 1967  | 13. května 1980   |
| Antonov An-4             | Lehké transportní letadlo                                         | 1950  | 31. července 1951 |
| Antonov An-6             | Výškové letadlo k pozorování počasí                               | 1948  | 21. března 1948   |
| Antonov An-8             | Vojenské transportní letadlo                                      | 1954  | 11. února 1956    |
| Antonov An-10 „Ukrajina“ | Dopravní letadlo na střední tratě                                 | 1955  | 7. března 1957    |
| Antonov An-12            | Transportní letadlo                                               | 1955  | 16. prosince 1957 |
| Antonov An-14 „Včelka“   | Transportní letadlo                                               | 1950  | 14. března 1958   |
| Antonov An-22 „Antej“    | Transportní letadlo                                               | 1960  | 27. února 1965    |
| Antonov An-24            | Turbovrtulové dopravní letadlo                                    | 1958  | 20. října 1959    |
| Antonov An-26            | Vojenské transportní letadlo                                      | 1964  | 21. května 1969   |
| Antonov An-28            | Dopravní letadlo                                                  | 1968  | 29. ledna 1973    |
| Antonov An-30            | Letoun pro plnění úkolů letecké kartografie                       | 1964  | 21. srpna 1967    |
| Antonov An-32            | Víceúčelové transportní letadlo                                   | 1975  | 9. června 1976    |
| Antonov An-34            | Transportní letadlo                                               | 1961  | 4. září 1961      |
| Antonov An-38            | Dopravní letadlo                                                  | 1989  | 23. června 1993   |
| Antonov An-50            | Transportní letadlo                                               | 1972  |                   |
| Antonov An-70            | Vojenské transportní letadlo                                      | 1987  | 16. prosince 1994 |
| Antonov An-71            | Letadlo AWACS                                                     | 1983  | 12. června 1985   |
| Antonov An-72            | Víceúčelové transportní letadlo                                   | 1976  | 31. srpna 1977    |
| Antonov An-74            | Transportní letadlo                                               | 1980  | 29. září 1983     |
| Antonov An-124 „Ruslan“  | Největší sériově vyráběné letadlo světa                           | 1971  | 24. prosince 1982 |
| Antonov An-132           | Vojenské transportní letadlo                                      | 2015  | 31. března 2017   |
| Antonov An-140           | Turbovrtulový letoun pro přepravu cestujících na kratších tratích | 1993  | 17. září 1997     |
| Antonov An-148           | Dopravní letadlo na krátké tratě                                  | 2001  | 17. prosince 2004 |
| Antonov An-158           | Dopravní letadlo na střední tratě                                 | 2009  | 28. dubna 2010    |
| Antonov An-168           | Dopravní letadlo na střední tratě                                 | 2001  |                   |
| Antonov An-178           | Vojenské transportní letadlo                                      | 2014  | 7. května 2015    |
| Antonov An-180           | Dopravní letadlo na střední tratě                                 | 1991  |                   |
| Antonov An-188           | Vojenské transportní letadlo                                      | 2015  |                   |
| Antonov An-218           | Širokotrupé letadlo                                               | 1991  |                   |
| Antonov An-225 „Mrija“   | Nejdelší a nejtěžší letadlo světa                                 | 1984  | 21. prosince 1988 |
| Antonov An-318           | Širokotrupé letadlo                                               | 1991  |                   |
| Antonov An-418           | Širokotrupé dvoupatrové linkové letadlo                           | 1989  |                   |